# Propostira
Propostira är ett släkte av spindlar. Propostira ingår i familjen klotspindlar.
Kladogram enligt Catalogue of Life:
| Propostira | \| \| Propostira quadrangulata \| \| \| \| \| \| Propostira ranii \| \| \| \| |
|            | \| \| Propostira quadrangulata \| \| \| \| \| \| Propostira ranii \| \| \| \| |
|            | Propostira quadrangulata                                                      |
|            |                                                                               |
|            | Propostira ranii                                                              |
|            |                                                                               |